# Futbola Klubs Jelgava
Il Futbola Klubs Jelgava, meglio noto come FK Jelgava oppure Jelgava, è una società calcistica lettone di Jelgava. Milita in Virslīga, la massima serie del campionato lettone di calcio.

## Storia

### Periodo sovietico
Il club fu fondato negli anni settanta col nome Automobīlists Jelgava. Nel 1977 esordì nella massima divisione lettone come Metālists Jelgava ma tre anni dopo assunse nuovamente la denominazione originaria.
Dopo un primo fallimento fu rifondato nel 1988 come RAF Jelgava dal nome della fabbrica di automobili attiva nella città: la Rīgas Autobusu Fabrika. Mentre la prima squadra disputava la seconda divisione del campionato sovietico, la sua formazione riserve vinse due volte il Campionato sovietico lettone nel 1988 e nel 1989.

### Periodo lettone: anni novanta
Collocato in massima serie, il RAF Jelgava sfiorò la vittoria del primo campionato di Virslīga (1992), finendo secondo. Nel 1993 vinse la sua prima Coppa di Lettonia che valse la partecipazione alla Coppa delle Coppe. Bissò il successo in coppa nazionale nel 1996, mentre in campionato si piazzò di nuovo secondo nel 1994.
Nel 1996 il club spostò la sede a Riga e prese il nome di Futbola Klubs Latvijas Universitāte; dopo due stagioni in Virslīga si iscrisse in 1. Līga (pur non essendo retrocesso sul campo) per poi dissolversi alla fine del 1998.

### Anni duemila
Venne rifondato nel 2001 come RAF Jelgava e tre anni più tardi prese l'attuale nome di Futbola Klubs Jelgava (al momento della fusione col Viola, altra squadra locale). Militò in 1. Līga dal 2001 al 2009, quando vinse il campionato tornando in massima serie.
Nel 2010 vinse la terza Coppa di Lettonia e dal 2014 ne vinse altre tre edizioni consecutive. Meno prolifico l'andamento in Virslīga, dove il migliore risultato è stato il secondo posto nel 2016 dietro allo Spartaks Jūrmala.
Nel 2017 si classifica al sesto posto, risultato che conferma anche l’anno seguente. Nel 2019 arriva settimo in campionato, d'altra parte raggiunge la finale di Coppa di Lettonia, persa contro il RFS Riga per 3-2 ai tempi supplementari. In Virslīga 2020 è di nuovo settimo.
All'inizio dell'anno seguente non riceve la licenza per partecipare alla Virslīga 2021 a causa di problemi finanziari e amministrativi, pertanto viene escluso dalla massima serie.
Nel 2022 partecipa alla 1. Līga, dopo aver rilevato la squadra concittadina dell'Albatroz SC. Si classifica al primo posto al termine di un campionato interamente dominato (con 24 vittorie in 26 partite) e ritorna in Virslīga.

## Palmarès

### Competizioni nazionali
- Campionato della RSS lettone: 2

1988, 1989
- Coppa di Lettonia: 6

1992-1993, 1996, 2009-2010, 2013-2014, 2014-2015, 2015-2016
- 1. Līga: 2

2009, 2022
- Coppa della RSS lettone: 1

1988

### Altri piazzamenti
- Campionato lettone:

Secondo posto: 1992, 1994, 2016
Terzo posto: 1993, 1995, 2014
- Coppa di Lettonia:

Finalista: 2019
Semifinalista: 1995, 1997, 2011-2012, 2022
- Coppa di Lega lettone:

Finalista: 2014
Semifinalista: 2018
Terzo posto: 2015, 2016

## Statistiche e record

### Partecipazioni ai campionati
Statistiche a partire dal 1992.
| Livello | Categoria | Partecipazioni | Debutto | Ultima stagione | Totale |
| ------- | --------- | -------------- | ------- | --------------- | ------ |
| 1º      | Virslīga  | 18             | 1992    | 2023            | 18     |
| 2º      | 1. Līga   | 11             | 1998    | 2022            | 11     |

### Partecipazione alle coppe europee
| Stagione | Competizione  | Turno | Squadra            | Casa | Trasferta | Aggregato |
| -------- | ------------- | ----- | ------------------ | ---- | --------- | --------- |
| 2010–11  | Europa League | 2Q    | Molde              | 2–1  | 0–1       | 2–2 (gfc) |
| 2014–15  | Europa League | 1Q    | Rosenborg          | 0–2  | 0–4       | 0–6       |
| 2015-16  | Europa League | 1Q    | Litex Loveč        | 1–1  | 2–2       | 3–3 (gfc) |
| 2015-16  | Europa League | 2Q    | Rabotnički         | 1–0  | 0–2       | 1–2       |
| 2016–17  | Europa League | 1Q    | Breiðablik         | 2–2  | 3–2       | 5–4       |
| 2016–17  | Europa League | 2Q    | Slovan Bratislava  | 3–0  | 0–0       | 3–0       |
| 2016–17  | Europa League | 3Q    | Beitar Gerusalemme | 1–1  | 0–3       | 1–4       |
| 2017-18  | Europa League | 1Q    | Ferencváros        | 0–1  | 0–2       | 0–3       |

## Organico

### Rosa 2020
Aggiornata al 16 giugno 2020.
| N. |                     | Ruolo | Calciatore          |
| -- | ------------------- | ----- | ------------------- |
| 4  | Lettonia (bandiera) | D     | Ingus Šlampe        |
| 5  | Lettonia (bandiera) | D     | Ivo Minkevičs       |
| 6  | Lettonia (bandiera) | D     | Vladislavs Gabovs   |
| 7  | Belgio (bandiera)   | C     | Yentl De Baets      |
| 8  | Lettonia (bandiera) | C     | Boriss Bogdaškins   |
| 9  | Lettonia (bandiera) | A     | Marks Kurtišs       |
| 11 | Ucraina (bandiera)  | C     | Artem Radčenko      |
| 13 | Lettonia (bandiera) | C     | Igors Kozlovs       |
| 14 | Ucraina (bandiera)  | D     | Volodymyr Kiryčuk   |
| 16 | Lettonia (bandiera) | P     | Dmitrijs Grigorjevs |
| 17 | Lettonia (bandiera) | A     | Ņikita Ivanovs      |
| 19 | Lettonia (bandiera) | C     | Andris Krusatins    |
| 20 | Guinea (bandiera)   | A     | Youssouf Sow        |

| N. |                              | Ruolo | Calciatore             |
| -- | ---------------------------- | ----- | ---------------------- |
| 21 | Lettonia (bandiera)          | C     | Janis Grinbergs        |
| 22 | Trinidad e Tobago (bandiera) | D     | Weslie John            |
| 23 | Lettonia (bandiera)          | C     | Daniils Hvoiņickis     |
| 35 | Lettonia (bandiera)          | P     | Vladislavs Kurakins    |
| 37 | Lettonia (bandiera)          | C     | Ričards Korzāns        |
| 45 | Ucraina (bandiera)           | A     | Jurij Zacharkiv        |
| 50 | Ucraina (bandiera)           | D     | Dmytro Semenov         |
| 80 | Lettonia (bandiera)          | C     | Jevgeņijs Kazačoks     |
| 81 | Lettonia (bandiera)          | C     | Vladislavs Soloveičiks |
| 97 | Lettonia (bandiera)          | C     | Aleksejs Grjaznovs     |
|    | Lettonia (bandiera)          | D     | Gatis Strauss          |
|    | Lettonia (bandiera)          | C     | Bogdans Samoilovs      |